# Пута (посёлок)
Пута́ (азерб. Puta) — посёлок городского типа в административном подчинении Гарадагского района города Баку, Азербайджан. Посёлок расположен в 4 км от одноимённой железнодорожной станции (на линии Баку — Алят).

## История
Возникновение посёлка связано с наличием богатых нефтяных месторождений, которые в 1910 – 1920-е годы привлекали сюда большое количество рабочих рук.
На партийной конференции, проведенной 7 мая 1923 года в клубе посёлка Пута, было принято решение об основании Гарадагского района
Статус посёлка городского типа получен в 1936 году.
По данным БСЭ в Пута работали газоперерабатывающий, экспериментальный ремонтно-механический заводы, а также завод «Утяжелитель и утяжелённых препаратов».

## Население
| 1959 | 1970 | 1979 | 1989 | 2011 |
| ---- | ---- | ---- | ---- | ---- |
| 3429 | 1957 | 1978 | 1411 | 1300 |